# Deadfall Adventures
Deadfall Adventures — видеоигра в жанре action-adventure с элементами 3D-шутера и логических игр. Игра была издана в 2013 году для Windows и Xbox 360, в 2014 году портирована на Linux и PlayStation 3.
Действие игры разворачивается в 1938 году, во вселенной Аллана Квотермейна, созданной Генри Хаггардом.

## Сюжет
1938 год. Правнук знаменитого искателя приключений Аллана Квотермейна, Джеймс Ли Квотермейн, отправляется вместе с агентом правительства США в Египет на поиски древнего артефакта под названием «Сердце Атлантиды». Однако выясняется, что эту цель преследуют не только они…

## Игровой процесс
Игра состоит из четырёх больших уровней, на каждом из которых задачей героя является отыскать спрятанные сокровища (хотя это не является обязательным условием для прохождения).
Также на уровнях необходимо решать головоломки. Например, нужно так направить свет от зеркал, чтобы он сходился в некой точке; это позволит сдвинуть плиту и открыть доступ к саркофагу. Присутствуют логические элементы — к примеру, нужно воспользоваться динамитом, чтобы взорвать конструкцию, преграждающую путь, или найти рычаг для активизации лифта.
В игре представлено три типа сокровищ. Найденные артефакты позволяют пополнять уровень здоровья и выносливости. Искать сокровища помогает компас, а решать головоломки — блокнот Алана. Также герой может использовать фонарик, с помощью которого можно преодолевать затемнённые участки уровня и наносить повреждения некоторым врагам.
Персонажу противостоят разнообразные противники — в частности, солдаты и монстры. Для их уничтожения применяется различное оружие. Врагов можно заманивать в ловушки.
На момент начала игры герой вооружён двумя револьверами FN Auto-5 и автоматом Томпсона, затем появляется возможность подобрать автомат MP-38, гранаты и другое оружие.

## Критика и отзывы
| Сводный рейтинг | Сводный рейтинг | Сводный рейтинг |
| Издание         | Оценка          | Оценка          |
| Издание         | PC              | Xbox 360        |
| --------------- | --------------- | --------------- |
| GameRankings    | 52,37 %         | 45,00 %         |
| Metacritic      | 53/100          | N/A             |

Игра получила посредственные отзывы. Основные претензии были, в частности, к головоломкам, которые, несмотря на достаточно высокую сложность, решались относительно легко вследствие наличия блокнота с подсказками, из-за которого пазлы «потеряли смысл». На сайте Metacritic суммарная оценка игры по рецензиям игроков составила 53 из 100 на основе 31 обзора для платформы PC.
Рецензенты сайта GameCritics.com сравнили игру с серией Tomb Raider. Критики оценили первую часть игры более положительно, чем вторую, отметив относительную простоту головоломок. Наличие монстров (например, мумий) было встречено положительно, поскольку они «делают игровой процесс более интересным». Также критикам понравилась «линейность» уровней, несмотря на присутствие дополнительных обходных путей. В то же время звуковое сопровождение (а именно озвучивание героев) и игровая физика получили негативные отзывы.
Информационный сайт GameRankings.com, основываясь на рецензиях других сайтов, поставил игре оценку 45 баллов из 100.
Летом 2018 года, благодаря уязвимости в защите Steam Web API, стало известно, что точное количество пользователей сервиса Steam, которые играли в игру хотя бы один раз, составляет 252 514 человек.